# Axel Strøbye
Axel Strøbye, né le 22 février 1928 et mort le 12 juillet 2005, est un acteur danois. 
Après avoir fait ses armes au théâtre royal danois (Det Kongelige Teater), Axel commence à apparaître dans le monde du cinéma et de la télévision avec de petits rôles avant de prendre de plus en plus d'ampleur dans le paysage audiovisuel danois. Les spectateurs danois se souviennent surtout de Strøbye lorsqu'il jouait des rôles comiques dans la série de films de la famille Gyldenkål (Familien Gyldenkål) ou encore dans la série Matador.
Sa dernière apparition au cinéma est en 2000, prêtant sa voix au film Prop og Berta. Il aura joué dans plus de cent films, télévision et cinéma réunis.

## Filmographie
- 1951 : Nålen (da) : Indbrudstyv
- 1953 : Det gælder livet (da) : Mekaniker
- 1953 : Fløjtespilleren (da) : Klarinetspiller
- 1954 : Det er så yndigt at følges ad (da) : Betjent
- 1954 : Vores lille by (da) : Plakatopsætter
- 1954 : Far til fire i sneen (da) : Portier (non crédité)
- 1954 : I kongens klæ'r (da) : Sergent Thorvald Rønne
- 1954 : Karen, Maren og Mette (da) : Krogæst
- 1954 : Jan går til filmen (da) : Regissør
- 1956 : Ung leg (da) : Garderobemand
- 1956 : Kristiane af Marstal (da) : Svendsen
- 1957 : Ingen tid til kærtegn :
- 1958 : Pigen og vandpytten (da) : Journalist
- 1958 : Styrmand Karlsen (da) : Sømand
- 1959 : Poeten og Lillemor d'Erik Balling : Landmåleren
- 1960 : Den sidste vinter : Erik Sørensen
- 1960 : Tro, håb og trolddom (da) : Vred mand
- 1960 : Telefonen ringer (da) (Short)
- 1961 : Den grønne elevator (da) : Hother Holk (non crédité)
- 1962 : Valg (da) : Egon Larsen
- 1962 : Oskar : Egon Larsen
- 1962 : Det stod i avisen (da) : Peter
- 1962 : Det tossede paradis (da) : Hjalmar
- 1962 : Han, Hun, Dirch og Dario (en) : Henry
- 1962 : Duellen (da) : Basse
- 1963 : Sekstet (da) : Robert, Elaines man
- 1963 : Syd for Tana River (da) : Derek
- 1963 : Bussen (da) : Lars
- 1963 : Et døgn uden løgn (da) : Direktør Jantzen
- 1963 : Pigen og pressefotografen (da) : Axel Nygen
- 1964 : Gertrud : Axel Nygen
- 1964 : Premiere i helvede (da) : Filmproducent Richard
- 1964 : Tine (da) : Forpagter Sten
- 1964 : Selvmordsskolen (da) : Professor / Bilsælger
- 1965 : Hold da helt ferie (da) : Søren Justesen
- 1965 : Een pige og 39 sømænd (da) : Kaptajn Barker
- 1965 : Mor bag rattet (da) : Racer Robert
- 1965 : Pigen og millionæren (da) : Max
- 1965 : Flådens friske fyre (da) : Telegrafist
- 1966 : Min søsters børn (da) : Onkel Erik Lund
- 1966 : Nu stiger den (da) : Just
- 1966 : Jag - en älskare (en) : Ole Schmidt
- 1966 : Dyden går amok (da) : Højesteretssagfører Niels Åge Piltøft
- 1967 : Min søsters børn på bryllupsrejse (da) : Onkel Erik Lund
- 1967 : Elsk... din næste! (da) : Hotelejeren
- 1967 : Min kones ferie (da) : Allan Thorsen
- 1967 : Tre mand frem for en trold (da) : Max
- 1968 : Dyrlægens plejebørn (da) : Benny
- 1969 : Ta' lidt solskin (da) : Poul Otto Madsen (comme Aksel Strøbye)
- 1969 : Helle for Lykke (da) : Steffensen
- 1969 : Mej och dej (da) : Henning Jensen
- 1970 : Mazurka de mes amours (da) : Otto Bostedt
- 1971 : Min søsters børn, når de er værst (da) : Onkel Erik Lund
- 1971 : Tjærehandleren (da) : Distriktslæge Verner Vestad
- 1972 : Motorvej på sengekanten (da) : Hr. Bosserup
- 1972 : La Mazurka du recteur (da) : Hr. Bosted
- 1972 : Takt og tone i himmelsengen (da) : Baron Joachim von Hasteen
- 1973 : Olsen-banden går amok (da) : Kriminalassistent Jensen
- 1973 : Fætrene på Torndal (da) : Frands
- 1974 : Olsen-bandens sidste bedrifter (da) : Kriminalassistent Jensen
- 1974 : Mafiaen - det er osse mig! (da) : Olfert
- 1975 : Familien Gyldenkål (da) : Charles Gyldenkål / Iversen
- 1975 : Olsen-banden på sporet (da) : Kriminalassistent Jensen
- 1976 : Familien Gyldenkål sprænger banken (da) : Charles Gyldenkål
- 1976 : Olsen-banden ser rødt (da) : Kriminalassistent Jensen
- 1976 : Spøgelsestoget (da) : Chauffør Heinz-Otto von Münsterland
- 1976 : Kassen stemmer (da) : Direktør Karmann
- 1976 : Brand-Børge rykker ud (da) : Brand-Børge
- 1977 : Hærværk (da) : Kryger
- 1977 : Familien Gyldenkål vinder valget (da) : Charles Gyldenkål
- 1977 : Olsen-banden deruda' (da) : Kriminalassistent Jensen
- 1978 : Olsen-banden går i krig (da) : Kriminalassistent Jensen
- 1979 : Olsen-banden overgiver sig aldrig (da) : Kriminalassistent Jensen
- 1979 : Rend mig i traditionerne (da) : Dr. Schmidt
- 1981 : Olsen-banden over alle bjerge! (da) : Kriminalassistent Jensen
- 1981 : Olsen-bandens flugt - over plankeværket (da) : Kriminalassistent Jensen
- 1981 : Jeppe på bjerget (da) : Ridefogeden
- 1982 : Kidnapning (da) : De Mille
- 1983 : De uanstændige (da) : Kontorchef / Thomas' father
- 1983 : Otto er et næsehorn (da) : Mr. Lejon
- 1984 : Rainfox (da) : Kødgrosserer Brander
- 1985 : Den kroniske uskyld (da) : Rektor
- 1987 : Pelle le Conquérant (Pelle erobreren) de Bille August : Kongstrup
- 1987 : Kampen om den røde ko (da) : Landsretssagføreren
- 1987 : Le Festin de Babette (Babettes gæstebud|) de Gabriel Axel : le chauffeur de Löwenhielm
- 1987 : Sidste akt (da) : Harry
- 1988 : The Girl in a Swing (en) : Jarl Borgen
- 1990 : Camping (da) : Kraftværkschef Viborg
- 1991 : Høfeber (da) : Overlæge
- 1993 : Jungle Jack (Jungledyret) de Stefan Fjeldmark et Flemming Quist Møller (voix)
- 1994 : Frække Frida og de frygtløse spioner (da) : Fridas morfar Carl
- 1998 : Olsen Bandens sidste stik (en) : Kriminalassistent Jensen
- 1998 : H.C. Andersen og den skæve skygge (da) : Teaterdirektøren (voix)
- 2000 : Prop og Berta (da) : Borgmester Frandsen (voix)